# Boogaard
Boogaard (voorheen Boogaert) is een geslacht oorspronkelijk afkomstig uit de Zuidelijke Nederlanden, dat enkele bestuurders en juristen voortbracht. Het geslacht Boogaard werd eind 19de eeuw opgenomen in het Stam- en Wapenboek van A.A. Vorsterman van Oijen.

## Enkele telgen
- Jacques Boogaert, stamvader van het geslacht Boogaard.
  - mr. Jan Boogaert (1547-1596) lid van het College van het Vrije van Brugge. 
    - Jacob Boogaard (1645-1706) veranderde zijn achternaam bij zijn derde huwelijk van ''Boogaert'' naar ''Boogaard.''
      - mr. Jan Boogaard (1680-1717) advocaat te Den-Haag.
        - Jacob Boogaard (1703-1785) burgemeester van 't Vrije van Sluis
          - mr. Jacob Jan Boogaard (1741-?) secretaris van Middelburg,